# Рі Гван Сік
Рі Гван Сік (кор. 리광식; народився 5 березня 1970) —  північнокорейський боксер, бронзовий призер Олімпійських ігор 1992, призер чемпіонатів світу.

## Спортивна кар'єра

### Чемпіонат світу 1989
- В 1/8 переміг Ісідро Віцера (Філіппіни) — 45-27
- В 1/4 переміг Джона Лайона (Англія) — 28-15
- В півфіналі програв Юрію Арбачакову (СРСР) — 16-20

### Чемпіонат світу 1991
- В 1/16 переміг Мігеля Діаса (Нідерландии) — DQ 3
- В 1/8 переміг Слімане Зенглі (Алжир) — 26-18
- В 1/4 переміг Дугарбаатара Лхагва (Монголія) — 38-27
- В півфіналі програв Енріке Карріону (Куба) — 11-25

### Олімпійські ігри 1992
- В першому раунді переміг Ласло Богнара (Угорщина) — TKO 3
- В другому раунді переміг Сергіо Реєс (США) — 15-8
- В чвертьфіналі переміг Серафіма Тодорова (Болгарія) — 16-15
- В півфіналі програв Вейну Маккалоу (Ірландія) — 16-21